# Азов, Марк Яковлевич
Марк Яковлевич Азов (псевдоним — Амаров; настоящая фамилия — Айзенштадт; 2 июля 1925, Харьков, УССР — 11 июля 2011, Нацрат-Илит, Израиль) —
советский, российский, израильский писатель, драматург и поэт, сценарист. Участник Великой Отечественной войны, награждён боевыми орденами и медалями. Автор многих монологов и скетчей для Аркадия Райкина и других известных артистов, а также киносценариев, пьес, повестей и рассказов.
Член Союза писателей России и Израиля, главный режиссёр театра «Галилея» с 1998 по 2008 год.

## Биография
Марк Азов родился в Харькове 2 июля 1925 года.
В 1941—1942 годах посещал кружок молодых поэтов, которым руководила вдова поэта Мандельштама — Мандельштам Надежда Яковлевна. Его стихи печатали в «Пионерской правде», читали на всесоюзном радио.
В 1943—1945 годы служил в Советской армии. Участник Великой Отечественной войны, лейтенант, командир взвода.
В 1945 году поступил в Харьковский Государственный университет на филологический факультет, специальность — русская (славянская) филология, который окончил в 1949 году.
В 1946 получил премию Союза писателей Украины (рассказ «Барабанщик»).
С 1951 по 1956 год работал в средней школе учителем русского языка и литературы.
С 1953 года Марк Азов занимался драматургией, писал сатирические комедии. Одну из них — «Говорящая кукла» — взял за основу своей первой миниатюры Аркадий Райкин.
В сотрудничестве с Владимиром Тихвинским и Валерием Михайловским написал пьесы для театральных кукольных представлений, которые впоследствии ставили в театрах Советского Союза, Польши, Венгрии, Германии, Чехословакии, Румынии, Кубы и других стран.
В 1956 году переехал в Москву, и с 1959 года работал в коллективе Аркадия Исааковича Райкина, позднее — в Театре миниатюр Аркадия Райкина.
В 1963 году совместно с Владимиром Тихвинским писал сценарии «Голубых огоньков», которые транслировали на Центральном телевидении.
В 1967 году написал сценарий к фильму «На два часа раньше».
С 1970-х годов — театральный драматург. Спектакли по его пьесам ставят в театрах Москвы и Ленинграда.
На стихи Марка Азова пишут песни Александр Журбин, Максим Дунаевский, Александр Флярковский и другие известные композиторы. Одна из исполнительниц — Елена Камбурова.
В 1990-х годах впервые вышли публикации его стихов и рассказов, лирико-философская и фантастическая проза, сказки и притчи.
В 1994 году переехал в Израиль, в Нацрат-Илит, где с 1998 года работал автором пьес и актёром в театре «Галилея».
Марк Азов был Членом Союза писателей России и Израиля, руководил литературным объединением «Галилея».
Ушёл из жизни 11 июля 2011 года.

## Книги
- Азов М. Я., Тихвинский В. Н. Точки над i. — М.: Советская Россия, 1966.
- Азов М. Я., Тихвинский В. Н. Плоский купол / Книга сатирических, юмористических рассказов, басен, фельетонов, монологов и диалогов. — М.: Искусство, 1967.
- «Галактика в брикетах» — Израиль 1996
- Азов, Марк И смех, и проза, и любовь. — Хайфа: Gutenberg, 2003.
- Азов, Марк. И обрушатся горы / Книга откровений и фантазмов / Предисловие и послесловие - З.Зарецкая,  Б.Кушнер. Худ. А. Вайсман. — М. - Иерусалим: Э.Ра - Летний Сад, 2009. — 248 с. — (Новая классика). — ISBN 978-5-98575-392-9.
- Азов, Марк. Сочинитель снов / Откровения и фантазмы. — Харьков: Майдан, 2011.

## Аудиокниги
- «И обрушатся горы. Книга откровений и фантазмов» — «Творящее Слово» Израиль 2020
- «Сочинитель снов. Откровения и фантазмы» — «Творящее Слово» Израиль 2021

## Киносценарии
- 1967 — «На два часа раньше»
- 1978 — «Супруги Орловы»
- 1981 — «Против течения», совместно с В. И. Михайловским[13]